# ピカソ・トリガー/サベージ・ビーチ
『ピカソ・トリガー/サベージ・ビーチ』（原題：Savage Beach）は、1989年にアンディ・シダリスが脚本・監督を務めたアクションアドベンチャー映画。「トリプルB」シリーズの第4弾となる。
ドナ・スピアやホープ・マリー・カールトン、ジョン・アプレア、ブルース・ペンホールが出演している。

## あらすじ
麻薬押収作戦に成功したドナたちは、シェーン航空からモロカイ島から離島へワクチンの緊急輸送を依頼される。
その頃、フィリピンの議員マルティネスが、第二次世界大戦中に日本軍が盗み出した金塊を積んだ沈没船の位置を偵察衛星で突き止めるよう、アンドレアス船長に働きかけていた。
一方、セスナでワクチン輸送をしていたドナたちは嵐に巻き込まれ、太平洋の孤島に不時着する。そこにはマルティネスたちが探す金塊が隠されていた。
金塊の在り処を知った悪党たちが島に現れ、金塊を守る日本兵とともに彼女たちは立ち向かうことになる。

## キャスト
- ドナ - ドナ・スピア

ハワイに駐在するDEA捜査官
- タリン - ホープ・マリー・カールトン

ドナの同僚
- Captain Andreas - ジョン・アプレア（英語版）
- Bruce Christian - ブルース・ペンホール（英語版）
- フー - アル・レオン

旧日本軍の隠し財宝を狙う犯罪組織の男

## 公開
1989年10月13日、本作はニューヨークで劇場公開された。

## 評価
当時のレビューで、バラエティ誌の「Lor.」は、この映画が「娯楽アクション映画」であると指摘し、「映画監督のアンディ・シダリスは、変なセリフのやり取りや女優陣にあり得ない状況で服を脱がせるという手法で、ほとんどのアクションシーンをキャンディのように楽しめるようにしている」と述べ、「皮肉を含んだアプローチを好むアクションファンはこの映画を楽しむことができるよ」と結論付けている。

## 参照
- ガールズ・ウィズ・ガンズ